# Parafia Narodzenia Najświętszej Maryi Panny w Żabinie
Parafia Narodzenia Najświętszej Maryi Panny w Żabinie – parafia rzymskokatolicka, znajdująca się w diecezji ełckiej, w dekanacie Gołdap.